# Staubverfahren
Bei dem Staubverfahren in der Fotografie mischt man chromsaures Salz mit Gummilösung und Traubenzucker und lässt diese Lösung auf Glas eintrocknen. Die Schicht verliert im Licht ihre Klebrigkeit.
Belichtet man sie unter einem positiven Bild, so bleibt sie unter den schwarzen Bildkonturen klebrig, und wenn man dann trockenes Farbenpulver aufstäubt, haftet dieses an den klebrig gebliebenen Stellen. Auf diese Weise kommt das Bild in der jeweiligen Staubfarbe zum Vorschein. Dieses Verfahren ist von Pizzighelli („Anthrakotypie und Cyanotypie“, Wien 1881) mit einigen Abänderungen unter dem Namen Anthrakotypie zur Herstellung von Lichtpausen auf Papier benutzt worden.
Hat man ein negatives Bild als Original benutzt, so erhält man wiederum ein negatives Bild. In dieser Form bildet das Staubverfahren auf Glas ein wichtiges Hilfsmittel zur Reproduktion der zerbrechlichen fotografischen Negative.
Stäubt man mit Porzellanfarbe ein, so erhält man ein einbrennbares Bild, das nach dem Überziehen der Schicht mit Kollodium sich unter Wasser leicht vom Glas ablösen und auf andere Flächen (Porzellan- und Glasgeschirr) übertragen und einbrennen lässt. So erhält man die eingebrannten Bilder auf Glas und Porzellan. Nach Grüne fertigt man nach einem Negativ mit Hilfe der Camera obscura ein positives Kollodiumbild an. Dieses wird in eine Platinlösung getaucht, und hier reduziert das Silber der Bildkonturen das Platin. Dieses schlägt sich an den Bildstellen nieder, und so entsteht ein Platinbild, das sich vom Glas abziehen, auf Porzellan übertragen und einbrennen lässt.